# Aerocondor Colombia
Aerovías Cóndor de Colombia S.A., kurz Aerocondor Colombia, war eine von privaten Betreibern geführte Fluggesellschaft in Kolumbien.

## Geschichte

### Gründung
Am 3. Februar 1955 wurde Aerocondor von sechs ehemaligen Piloten der Fluggesellschaften Lansa und Avianca gegründet. Die Kapitäne Gustavo López, Juan B. Millón, Eduardo González, Luis Donado, Julio Flores und Enrique Hanaberghin erkannten gemeinsam die Gelegenheit, eine neue Fluggesellschaft zu gründen, um Luftfrachtdienste in der gesamten kolumbianischen Republik aus der Industriestadt Barranquilla anzubieten. Der Flugbetrieb begann im August 1955 mit Curtiss-C-46-Commando-Flugzeugen, und am 7. Oktober 1955 wurden die ersten Linien-Frachtflüge aufgenommen, die später von der Douglas DC-3 ergänzt wurden. Mit der Expansion der Fluggesellschaft in den frühen Gründungsjahren wurde der Großteil der Flugzeugflotte für den Passagierverkehr umkonfiguriert; der erste Passagierflug fand am 12. Januar 1960 statt. In den 1960er Jahren wurden die Kolbenmotor-Flugzeuge Douglas DC-4, DC-6-B und Lockheed L-1649 Starliner zur Flotte hinzugefügt. Diese Flugzeuge ermöglichten es Aerocondor ab 1963, den internationalen Flugverkehr zwischen Barranquilla und Miami aufzunehmen.

### Internationale Verbindungen und Turboprop-Ära

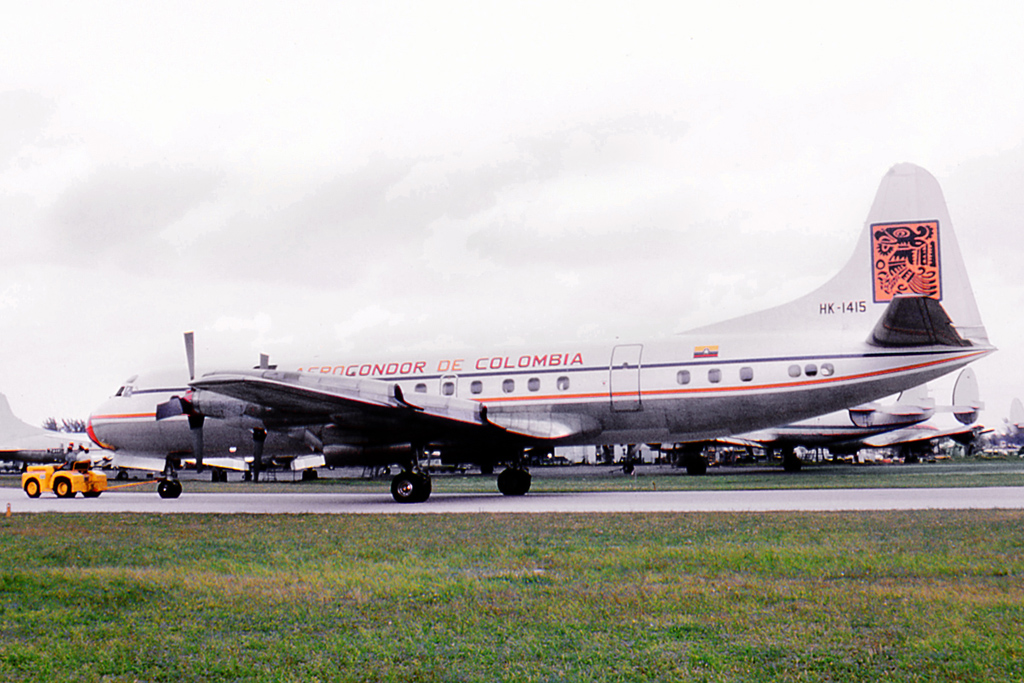
Lockheed L-188 Electra der Aerocondor am Flughafen Miami 1970

Am 1. Mai 1969 trat die Fluggesellschaft in die Turboprop-Ära ein, als sie die von American Airlines erworbenen Lockheed-L-188-Electra-Flugzeuge in Dienst stellte. Diese Flugzeuge ersetzten schrittweise die Flotte der klassischen Kolbenmotor-Flugzeuge der Fluggesellschaft am Anfang der 1970er Jahre. Im Jahr 1972 erwarb die Fluggesellschaft ein seltenes Canadair-CC-106-Yukon-Flugzeug ausschließlich für den Luftfrachtbetrieb.

### Jet-Zeitalter
Im Dezember 1972 trat Aerocondor Colombia mit dem Erwerb einer Boeing 720-023B von McCulloch International Airlines in das Jet-Zeitalter ein. Dieses Flugzeug wurde 1974 von einer zweiten ehemaligen McCulloch-B720-023B ergänzt.
Die Einführung der B720-B-Flugzeuge modernisierte das Image der Fluggesellschaft und förderte das Potenzial für eine noch stärkere Expansion. Dies ermöglichte es der Fluggesellschaft, Flugverbindungen nach Aruba, Curaçao, Guatemala-Stadt, Panama, Port-au-Prince und Santo Domingo einzurichten und gleichzeitig die Frequenz ihrer Flüge nach Miami von Kolumbiens wichtigsten Städten Bogota und Medellin zu erhöhen. Die meisten dieser Dienstleistungen waren direkt, aber einige Flüge wurden auch über die kolumbianische Karibik Insel San Andrés zu verschiedenen internationalen Zielen durchgeführt.
Zu diesem Zeitpunkt war Aerocondor zu einer angesehenen Fluggesellschaft geworden und galt als zweite internationale Fluggesellschaft Kolumbiens. Sie begann auch international mit der nationalen Fluggesellschaft des Landes Avianca zu konkurrieren, zur Besorgnis sowohl des Luftverkehrsmanagements als auch der politischen Vertreter, die die Interessen von Avianca schützen wollten.
Im Jahr 1975 ging die Aerocondors Finanzkontrolle von den Unternehmensgründer an Jorge Barco Vargas über, einen ehemaligen Vorsitzenden der Aeronautica Civil und Bruder eines ehemaligen Präsidenten der Republik. Die weitere Expansion von Aerocondor wurde Anfang 1976 fortgesetzt und die Fluggesellschaft erwarb drei ehemalige B707-123B der American Airlines. Eines dieser Flugzeuge (HK-1818) wurde zu einem reinen Frachter umgebaut, einer der wenigen Umbauten vom Typ B707-120B. Dieses spezielle Flugzeug wurde fast ausschließlich zwischen Medellin und Miami eingesetzt, um den lukrativen Markt für Blumenexporte zu unterstützen, der bis heute zwischen Kolumbien und den USA besteht. In den späten 1970er Jahren begann die Gesellschaft auch damit, ihre Turboprop-Flotte L-188 Electra aufzulösen. Zwei dieser Flugzeuge wurden an VARIG Brazilian Airlines verkauft, während die drei verbliebenen Electra-Flugzeuge von der Fluggesellschaft behalten und in Frachtflugzeuge umgebaut wurden.

### Erster Airbus Lateinamerikas

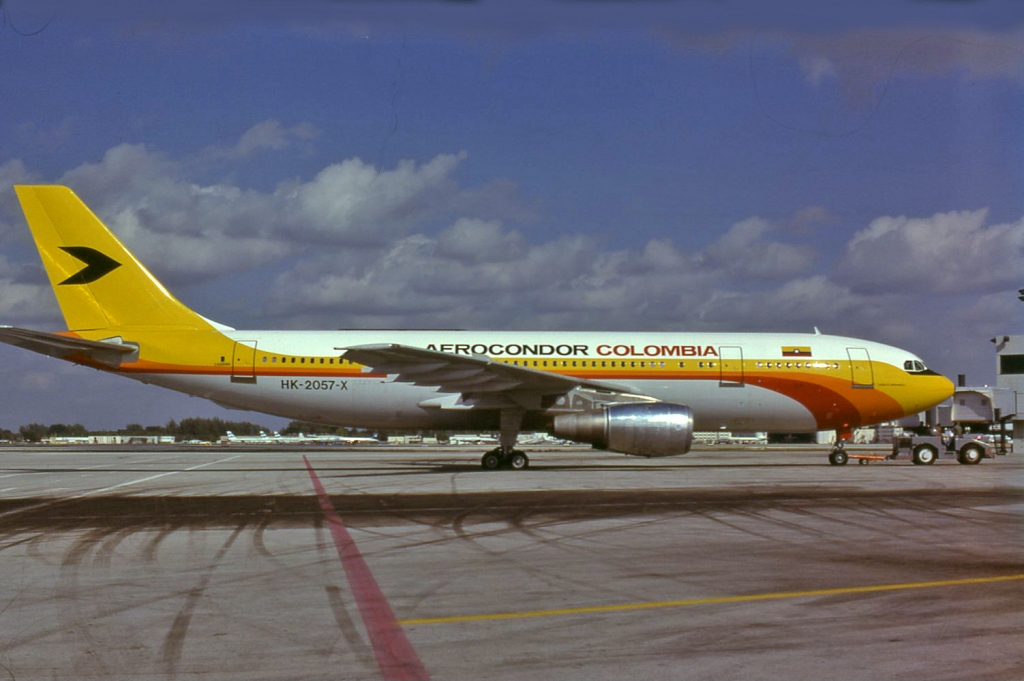
Airbus A300 der Aerocondor am Flughafen San Francisco 1978

Das Jahr 1977 war ein stolzes Jahr für Aerocondor Colombia, als die Gesellschaft mit dem Erwerb des fabrikneuen Airbus A300B4 namens "Ciudad de Barranquilla", zu Ehren des Heimathafens der Airline benannt, in die Großraumflugzeug-Ära einstieg. Dieses Flugzeug war der erste Großraumjet des Typs Airbus A300B, der von einer lateinamerikanischen Fluggesellschaft eingesetzt wurde. Das Flugzeug wurde auf stark umkämpften Strecken zwischen Miami und Kolumbien in Dienst gestellt. Die Pläne, einen zweiten Airbus A300B im Jahr 1978 in Betrieb zu nehmen, blieben unverwirklicht.

### Niedergang
Im Jahr 1979 wurde der Besitz von Aerocondor erneut an die Brüder Cotes und Calderon übertragen. Kurz darauf geriet die bereits finanziell belastete Fluggesellschaft in eine schwere Krise, eine Situation, die eher durch mangelhafte Kontrolle und interne Korruption verursacht wurde. Der Airbus A300B wurde schließlich an seine Leasinggeber zurückgegeben. Im Mai 1980 trat das Unternehmen in Konkurs und stellte den Betrieb ein.
Eine Zeit lang blieb die Hoffnung bestehen, dass die Aerocondor-Colombia-Dienste wiederhergestellt werden könnten, aber die Verhandlungen zwischen den Piloten, den Insolvenzverwaltern und der kolumbianischen Regierung konnten kein Rettungspaket sichern und zur Wiederbelebung des Unternehmens führen. Die Flotte der Fluggesellschaft mit den klassischen Flugzeugen B707-120 und B720-B sowie den Turboprops L-188 Electra blieb am Boden und wurde aus dem kolumbianischen Luftfahrtregister gestrichen. Schließlich wurden die meisten übriggebliebenen Flugzeuge ausgeschlachtet.
Am 16. Juni 1985 wurde das Unternehmen Aerocondor de Colombia liquidiert. Jahre später ist die Pleite von Aerocondor immer noch eines der längsten Insolvenzverfahren eines Unternehmens in Kolumbien.

## Flotte

### Flotte bei Betriebseinstellung
Zur Betriebseinstellung im Sommer 1980 bestand die aktive Flotte aus
- 3× Lockheed L-188 Electra
- 2× Boeing 720-023B
- 3× Boeing 707-120B

### Zuvor eingesetzte Flugzeuge
Im Laufe ihres Bestehens setzte Aerocondor Colombia auch folgende Flugzeugtypen ein:
- Airbus A300B4
- Canadair CC-106 Yukon
- Curtiss C-46
- Douglas DC-3
- Douglas DC-4
- Douglas DC-6
- Lockheed L-1649 Starliner

## Zwischenfälle

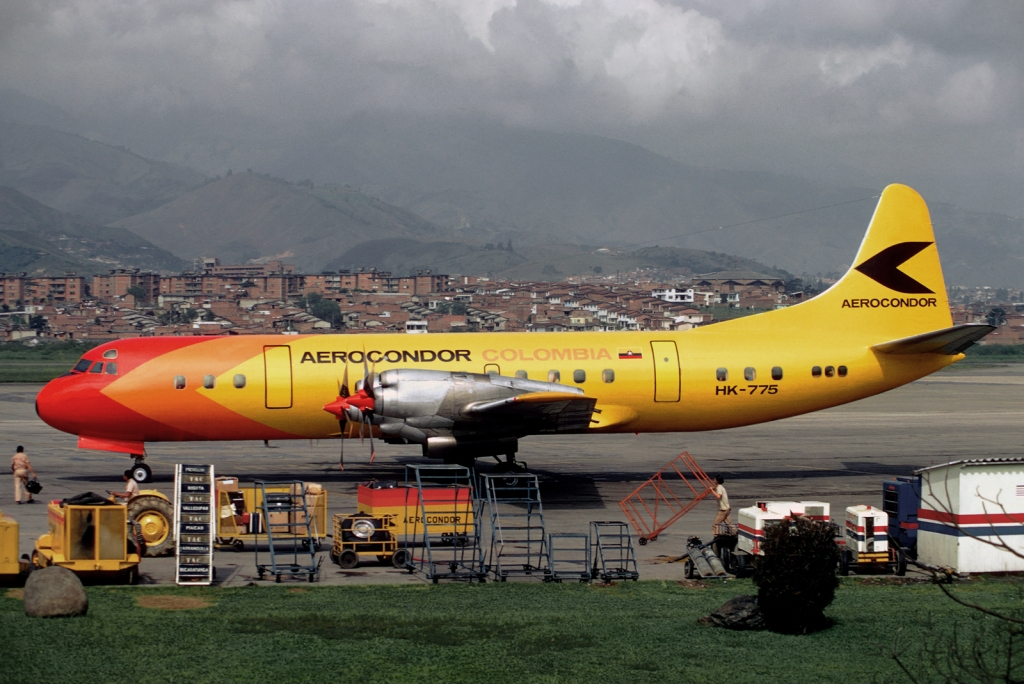
Mit der 1973 zerstörten baugleiche Lockheed L-188 Electra der Aerocondor in Medellin, 1975

Von 1955 bis zur Betriebseinstellung 1980 kam es bei Aerocondor Colombia zu sieben Totalschäden von Flugzeugen. Bei 4 davon kamen 66 Menschen ums Leben. Beispiele:
- Am 9. November 1964 verunglückte eine Curtiss C-46D-5-CU Commando der Aerocondor Colombia (Luftfahrzeugkennzeichen HK-400) beim Start zu einem Frachtflug vom Flughafen Barranquilla (Kolumbien) und fing Feuer. Es gab keine Todesfälle.[8]

- Am 18. Dezember 1966 schlug eine Lockheed L-1649 Starliner der Aerocondor Colombia (N7301C) auf dem Flug von Miami nach Bogota-Eldorado 10 bis 20 Meter vor der Landebahn auf. Zum Unfallzeitpunkt befanden sich Nebelschwaden über Teilen des Flughafens. Der Kapitän der aus den USA gemieteten Maschine verfügte nicht über ein gültiges Flugtauglichkeitszeugnis. Von den 59 Personen an Bord starben 17.[9]

- Am 4. März 1967 gelang es mit einer Curtiss C-46D-5-CU Commando der Aerocondor Colombia (HK-758) beim Start vom Flughafen Bogotá (Kolumbien) nicht, genügend Höhe zu gewinnen. Etwa eine Minute nach dem Abheben musste eine Notlandung mit eingefahrenem Fahrwerk (Bauchlandung) durchgeführt werden. Das Flugzeug wurde irreparabel beschädigt. Beide Piloten, die einzigen Insassen auf dem Frachtflug, überlebten den Unfall.[10]

- Am 31. Mai 1968 rollte eine Curtiss C-46 Commando der Aerocóndor Colombia (HK-unbekannt) auf dem Flughafen Barrancabermeja (Kolumbien) in einen Graben und stürzte auf den Bug. Beide Piloten wurden verletzt. Alle 22 Insassen, Besatzungsmitglieder und Passagiere, überlebten den Unfall. Das Flugzeug wurde eventuell irreparabel beschädigt.[11]

- Am 27. August 1973 wurde eine Lockheed L-188A Electra der Aerocondor Colombia (HK-777) etwa 12 Kilometer südöstlich des Zielflughafens Bogota-Eldorado in einen Berg geflogen. Alle 42 Insassen wurden getötet.[12]

- Am 22. Februar 1975 streifte eine Canadair CL-44/CC-106 Yukon der Aerocondor Colombia (HK-1972) 10 Kilometer vom Startflughafen Bogota-Eldorado entfernt einen Baum und stürzte 1200 Meter weiter in einen Berg. Alle fünf Besatzungsmitglieder der Frachtmaschine wurden getötet.[13]

- Am 10. Juli 1975 drehte ein Frachtflugzeug des Typs Lockheed L-188AF Electra der Aerocondor Colombia (HK-1976) kurz nach dem Abheben vom Flughafen Bogota-Eldorado plötzlich nach rechts, sank zurück und stürzte in eine Douglas DC-6 der Aerocosta (HK-756). Beide Flugzeuge fingen Feuer und wurden zerstört. Zwei der vier Besatzungsmitglieder an Bord der Electra kamen ums Leben.[14][15]